# Claudio Trezzani
Claudio Trezzani (Savigliano, 22 marzo 1881 – Roma, 13 settembre 1955) è stato un generale italiano.

## Biografia
Entrato nelle file del Regio Esercito uscendo dall'Accademia militare come sottotenente nel 1901, decise di intraprendere la propria carriera nel corpo degli alpini. Con il grado di capitano prese parte nel 1911 alla guerra italo-turca e successivamente, dal 1914, prestò servizio nella prima guerra mondiale, dove venne promosso prima maggiore e quindi nel 1917 tenente colonnello e colonnello l'anno successivo, in servizio all'ufficio operazioni dell'VIII Armata. Fu insignito di medaglia di bronzo al valor militare.
Terminato il servizio al fronte, rientrò a Torino dove fu insegnante alla locale Scuola di Guerra, lasciando in seguito l'insegnamento perché promosso nel 1932 generale di brigata, e assumendo il comando della 7ª Brigata di fanteria. Quindi fu trasferito all'armata di Udine, divenendo poi comandante della 2ª Divisione celere con il grado di generale di divisione e dell'armata di Padova.
Con Regio Decreto del 31 luglio 1938 Trezzani venne promosso per meriti eccezionali a Generale di Corpo d'armata con la seguente motivazione: "Ufficiale generale dotato di vasta cultura professionale, di spiccate qualità di intelligenza e di carattere, comandante esperto ed avveduto, ha dato indubbie prove delle sue virtù militari, rendendo segnalati servizi all'Esercito". Nello stesso anno venne inviato dal governo Mussolini nelle colonie dell'Africa orientale in qualità di capo di stato maggiore del Comando Superiore Forze armate dell'Africa Orientale Italiana e quindi comandante di fatto delle truppe presenti nell'area, oltre a ricoprire la carica di vicegovernatore durante la reggenza di Pietro Badoglio.
Scoppiata la seconda guerra mondiale, partecipò alla battaglia dell'Amba Alagi, per la quale ricevette una Medaglia d'argento al valor militare. Collocato in aspettativa nel 1941 perché fatto prigioniero di guerra dagli inglesi, prima in Gran Bretagna e successivamente negli Stati Uniti (dapprima nel campo di Crossville e in seguito in quello di Monticello), successivamente fu impiegato presso il Quartier Generale delle ISU a Washington D.C.. Venne richiamato in servizio attivo il 22 dicembre 1944 nell'Esercito cobelligerante italiano.
Ottenne nuovi ruoli a partire dal 2 maggio 1945 quando, con il grado di generale designato d'Armata, assunse la carica di capo del Comando Supremo quindi di capo di stato maggiore generale, carica confermatagli anche nella Repubblica Italiana nel 1948, ma tramutata in capo di Stato Maggiore della Difesa. Conservò tale carica apicale sino al 1950. Morì dopo lunga malattia nel 1955.

### Fonti
1. 1 2  Sito web del Quirinale: dettaglio decorato.
2. ↑  Supplemento Ordinario alla Gazzetta Ufficiale del Regno d'Italia n.230 del 2 ottobre 1939, pag.34.
3. ↑  Sito web del Quirinale: dettaglio decorato.